# Joe McCluskey
Joe McCluskey   (Central Manchester, 2 de juny de 1911 - Madison, 31 d'agost de 2002) va ser un atleta estatunidenc, especialista en curses de fons i obstacles, que va competir durant les dècades de 1930 i 1940.
El 1932 va prendre part en els Jocs Olímpics d'Estiu de Los Angeles, on va guanyar la medalla de bronze en els 3.000 metres obstacles del programa d'atletisme, rere Volmari Iso-Hollo i Thomas Evenson. Un error de càlcul va fer que els atletes disputessin una volta més en la final. Sense aquesta volta de més hauria guanyat la medalla de plata. Tot i que se li va proposar repetir la cursa, McCluskey declinà l'oferiment i acceptà els resultats. Quatre anys més tard, als Jocs de Berlín, fou desè en la mateixa prova. Amb 37 anys, no va ser capaç de classificar-se per disputar els Jocs de Londres de 1948. Durant els gairebé vint anys de carrera va guanyar vint-i-set campionats nacionals dels Estats Units en diferents distàncies i fou inclòs al Saló de la Fama de la Universitat de Fordham i del New York Athletic Club, entre d'altres.
Durant la Segona Guerra Mundial va servir al Pacífic com a tinent comandant de la Marina dels Estats Units. Posteriorment es va casar i va treballar com a corredor de borsa a Nova York.

## Millors marques
- 5.000 metres. 14' 48.4" (1934)
- 10.000 metres. 32' 38.3" (1942)
- 3.000 metres obstacles. 9' 13.9" (1936)[8]